# Jan Wrona
Jan Wrona, Wronna (ur. 9 maja 1772 w Paucznem, powiat Giżycko, zm. 12 kwietnia 1814 w Miłomłynie koło Ostródy) – pastor ewangelicki, tłumacz, działający w Prusach.

## Życiorys
Pochodził z rodziny chłopskiej, prawdopodobnie polskiej. W 1792 rozpoczął studia teologiczne na uniwersytecie w Królewcu. W latach 1799–1806 pełnił funkcję kapelana w regimencie dragonów von Mansteina w Królewcu, następnie był proboszczem parafii ewangelickiej w Miłomłynie. Ogłosił tłumaczenia na język polski podręczników J. G. Weissa Książka szkolna dla pierwszego ćwiczenia się w czytaniu i myśleniu (1808) i Nowy elementarzyk, czyli Abecadło z książką do składania i czytania. Dla szkół miejskich i wiejskich (1808). Podręczniki te wydała oficyna Hartungów w Królewcu; do połowy XIX wieku były wielokrotnie wznawiane.